# Aeroportul Panjgur
Aeroportul Panjgur (IATA: PJG, ICAO: OPPG) este un aeroport din Pakistan ce deservește zona Government College of Elementary Education Panjgur⁠(d).
Situat la o altitudine de 1.002 m, aeroportul dispune de o singură pistă. Este operat de Pakistan Civil Aviation Authority⁠(d).